# Justin Fletcher
Justin Fletcher (* 30. März 1983 in Maryville, Illinois) ist ein US-amerikanischer Eishockeyspieler, der zuletzt bei den Vienna Capitals in der EBEL unter Vertrag stand.

## Karriere
Justin Fletcher begann seine Karriere als Eishockeyspieler bei den Sioux City Musketeers, für die er von 2000 bis 2003 in der Juniorenliga United States Hockey League aktiv war und mit denen er in der Saison 2001/02 den Clark Cup gewann. Anschließend besuchte er vier Jahre lang die St. Cloud State University, für deren Eishockeymannschaft er in der National Collegiate Athletic Association aktiv war, ehe er gegen Ende der Saison 2006/07 sein Debüt im professionellen Eishockey für die Springfield Falcons aus der American Hockey League gab. Die folgende Spielzeit verbrachte er nacheinander bei deren Ligarivalen Norfolk Admirals und Rockford IceHogs.
Von 2008 bis 2010 stand Fletcher bei den Peoria Rivermen in der AHL unter Vertrag, ehe er für die Saison 2010/11 von den Augsburger Panthern aus der Deutschen Eishockey Liga verpflichtet wurde. Nach der Saison 2011/12 wechselte Fletcher nach Japan zu den Tohoku Free Blades.
Ab Sommer 2013 stand er bei den Vienna Capitals in der EBEL unter Vertrag, wurde aber ab Dezember 2013 nicht mehr eingesetzt.

## Erfolge und Auszeichnungen
- 2002 Clark-Cup-Gewinn mit den Sioux City Musketeers
- 2003 Beste Plus/Minus-Bilanz der USHL

## AHL-Statistik
(Stand: Ende der Saison 2009/10)